# Quincy (Fernsehserie)
Quincy (Originaltitel: Quincy, M. E.) ist eine US-amerikanische Krimiserie, die vom 3. Oktober 1976 bis zum 11. Mai 1983 auf NBC gesendet wurde. Die Hauptrolle spielte Jack Klugman als Dr. Quincy, ein Gerichtsmediziner, der daran arbeitet, die Ursachen von fragwürdigen Todesfällen herauszufinden.

## Handlung
Die Folgen der frühen Staffeln basierten auf kriminalistischen Untersuchungen. Typischerweise fand der akribische Gerichtsmediziner (M. E. = Medical Examiner) Spuren, die den Fällen eine völlig neue Wendung gaben. Ein typisches Beispiel hierfür waren Giftmorde. Später wurden in der Fernsehserie gesellschaftliche Probleme thematisiert, wie die zögerliche Einführung der Helmpflicht für Motorradfahrer, die Vernachlässigung pflegebedürftiger Menschen oder auch häusliche Gewalt. Obwohl die Fernsehserie keine fundamentale Gesellschaftskritik übte (Probleme wurden üblicherweise durch die Initiative einzelner Personen gelöst), war die Benennung derartiger Themen für ein solches Serienformat innovativ.
Als einer der Hauptgründe für die Attraktivität späterer Folgen auch für das heutige deutsche Fernsehpublikum wird oft die Möglichkeit betrachtet, bekannte soziale Probleme aus einer anderen zeitlichen Perspektive (den 1970er Jahren) und in einem anderen geografischen und kulturellen Kontext (den Vereinigten Staaten) zu betrachten.
Quincys Haltung dem Tod gegenüber war durch professionelle Distanz geprägt, daneben zeigte er gegenüber seinen „Klienten“ aber in gleichem Maße Achtung und Empathie. Obwohl es Quincys Hauptaufgabe war, im Labor Leichen zu untersuchen, beschäftigte er sich oft auch mit polizeilichen Untersuchungen, die streng genommen nicht in das Aufgabengebiet eines Gerichtsmediziners fallen. In den jeweiligen Fällen deckte Quincy als Einziger die wahren Hintergründe auf, während die Polizei häufig oberflächlichen Indizien Glauben schenkte, sodass im Hinblick auf die realen Berufsbilder von Gerichtsmedizinern wie auch von Polizisten Zugeständnisse gemacht wurden zugunsten einer Seriendramaturgie, die vollständig auf die Titelfigur zugeschnitten war.

## Figuren
Dr. R. Quincy
Der Gerichtsmediziner Quincy lebt auf einem Segelboot, welches die meiste Zeit „im Hafen“, gelegentlich aber auch auf dem Trockenen (Folge 3) liegt. Bevor er Gerichtsmediziner wurde, war er als Chirurg in einem Krankenhaus tätig und verheiratet, seine Frau Helen starb jedoch in „seinem“ Krankenhaus an Krebs. In der Folge 142 heiratet er Dr. Emily Hanover. Quincys hoher professioneller Anspruch lässt ihn oft anecken, führt aber häufig erst zur Feststellung eines unnatürlichen Todesfalles.
Sam Fujiyama
Er ist der treue Assistent von Quincy im gerichtsmedizinischen Institut von Los Angeles. Von Beruf ist er Chemotechniker und assistiert Quincy bei jeder Obduktion. Gespielt wird er von dem Schauspieler Robert Ito. Sam Fujiyama ist wohl nicht verheiratet, hat aber eine (wechselnde) Freundin. Mindestens in einer Folge (Puzzlespiel, orig. … The Thigh Bone’s Connected to the Knee Bone) spricht er am Telefon jemanden mit Sweetheart an. Am Ende spricht er mit dieser Person auch noch einen Satz auf Japanisch. Gewöhnlich sieht man ihn in einem Laborkittel.
Dr. Robert Asten
Er ist Quincys Vorgesetzter. Als Abteilungsleiter muss er nicht nur den Betrieb der Gerichtsmedizin sicherstellen, sondern auch das Budget verantworten und sich mit politischen Entscheidungsträgern auseinandersetzen. Das Verhältnis zwischen ihm und Quincy ist des Öfteren angespannt, da Astens größtes Anliegen meistens darin besteht, einen Fall schnell abzuschließen. Nicht selten drängt er Quincy zum Beenden der Arbeiten, während dieser noch offene Fragen zum Todesfall sieht. Umgekehrt zeigt sich Asten oft als fairer und verständnisvoller Chef, wenn er die „Extratouren“ seines Pathologen deckt, die zwar kriminalistisch zielführend, aber politisch nicht immer opportun sind.
Lieutenant Frank Monahan und Sergeant Brill
Lt. Frank Monahan arbeitet bei der Mordkommission der Polizei von Los Angeles. Sergeant Brill ist sein Mitarbeiter. In der Regel bearbeiten die beiden die Fälle, bei denen Quincy für die Obduktion zuständig ist. Wegen Quincys Kompetenzüberschreitungen gerät dieser häufig mit den beiden Polizisten aneinander.
Danny Tovo
Danny ist ein Freund Quincys, der ein Lokal betreibt, das regelmäßig von Quincy und seinen Kollegen und Freunden (oft von Sam und Asten, aber auch von Monahan und anderen, die nicht in der Gerichtsmedizin arbeiten) besucht wird. In einigen Folgen begleitet er Quincy auch außerhalb des Lokals. In der Folge 69 (Tödliche Banknoten) zeigt ein Kameraschwenk, dass sich das Lokal am Hafen befindet bzw. dass Quincys Segelboot an einem Anleger nur wenige Meter vom Lokal entfernt festgemacht ist.

## Besetzung und Synchronisation
| Schauspieler   | Rollenname        | Zeitraum        | Synchronsprecher |
| -------------- | ----------------- | --------------- | --- |
| Jack Klugman   | Dr. R. Quincy     | Folge 1.01–8.24 | Arnold Marquis (ARD-Synchronisation) Hans-Werner Bussinger (RTL-Synchronisation) Gerhard Paul (RTL-Synchronisation) |
| Robert Ito     | Sam Fujiyama      | Folge 1.01–8.23 | Hans-Jürgen Dittberner (ARD-Synchronisation) Andreas Thieck (RTL-Synchronisation)                                   |
| John S. Ragin  | Dr. Robert Asten  | Folge 1.01–8.23 | Wolfgang Pampel (ARD-Synchronisation) Rüdiger Evers (RTL-Synchronisation)                                           |
| Garry Walberg  | Lt. Frank Monahan | Folge 1.01–8.23 | Otto Czarski (ARD-Synchronisation) Friedrich Schoenfelder (RTL-Synchronisation)                                     |
| Joseph Roman   | Sgt. Brill        | Folge 1.01–8.23 | Gerd Holtenau (ARD-Synchronisation) Manfred Petersen (RTL-Synchronisation)                                          |
| Val Bisoglio   | Danny Tovo        | Folge 1.01–8.22 | Klaus Sonnenschein (ARD-Synchronisation) Volker Brandt (RTL-Synchronisation) Bernd Rumpf (RTL-Synchronisation)      |
| Anita Gillette | Dr. Emily Hanover | Folge 8.01–8.24 | Viola Sauer |

## Hintergrund
Quincy, M. E. basiert auf der kanadischen Fernsehserie Wojeck (mit John Vernon in der Titelrolle), die von der Canadian Broadcasting Corporation in den 1960er Jahren gesendet wurde. Es heißt, Vorbild für Quincy und Wojeck sei der real existierende Dr. Thomas Noguchi, Gerichtsmediziner im Los Angeles County in Kalifornien, gewesen. Dieser Gerichtsmediziner führte Autopsien an verstorbenen Stars wie Marilyn Monroe, Natalie Wood und John Belushi durch. Er versuchte auch zu beweisen, dass beim Attentat auf Robert F. Kennedy am 5. Juni 1968 der tödliche Schuss – im Gegensatz zu den Aussagen im offiziellen Bericht – nicht von Sirhan Sirhan abgefeuert worden sein konnte. Zu dem Umstand, dass Dr. Noguchi angeblich als Vorbild für die Fernsehserie gedient habe, antwortete Jack Klugman gemäß einem Interview aus dem Jahr 2009: „Das ist eine Legende und eine Lüge, die vor allem von Dr. Noguchi selbst lanciert wurde, nachdem Quincy ein weltweiter Erfolg war. Unsere Fernsehserie basierte auf einem Pathologen, der bereits in den 1920er Jahren in New York arbeitete.“

## Staffeln
Die Staffeln umfassen sehr unterschiedlich viele Folgen. Auf eine erste sehr kurze Staffel mit nur vier Folgen (1–4) folgt eine mit 13 (5–17). Danach kommen 20 (18–37), 23 (38–60), 22 (61–82), 18 (83–100) und am Ende zweimal 24 (101–124 und 125–148) Folgen. Bei dieser Zählung haben die Folgen mit 90 Minuten jeweils zwei Nummern (5 und 6: Tod im Casino, 51 und 52: Schattenboxen, 103 und 104: Kreuzfahrt in den Tod sowie 141 und 142: Quincys Hochzeit).

## Quincy in Deutschland
Im deutschen Fernsehen waren zwischen 1981 und 1983 lediglich 13 Folgen im Ersten zu sehen. 1985/86 folgten noch drei Episoden in Spielfilmlänge. Jack Klugman wurde damals von Arnold Marquis synchronisiert. 133 Folgen wurden vom 28. September 1992 bis zum Oktober 1994 von RTL (bis 31. Oktober 1992 offizieller Name RTLplus) gezeigt. Da RTL die Folgen teilweise parallel synchronisieren ließ, hatte Jack Klugman hier zwei wechselnde Synchronsprecher, Hans-Werner Bussinger und Gerhard Paul. Von 2000 bis 2004 wurde die Ausstrahlung von RTL selbst wiederholt und 2004 bis 2007 auf Super RTL ausgestrahlt. Außerdem wurden einzelne Folgen auf Das Vierte, 13th Street Universal und Puls 4 gezeigt.
Ab dem 6. April 2010 zeigte Kabel eins die Staffeln 1 bis 5 mit Ausnahme der ersten Folge der ersten Staffel und der dritten Folge der zweiten Staffel. Am 29. Juli 2010 und am 19. November 2010 begann die Ausstrahlung jeweils wieder von vorn. Ab dem 4. März 2011 schlossen sich die sechste, siebte und achte Staffel an, die ebenfalls dreimal hintereinander gezeigt wurden. Die Folge zehn der sechsten Staffel wurde jedoch jeweils nicht zwischen Folge 9 und 11, sondern zwischen Folge 15 und 16 gezeigt.
Vom 2. April 2012 bis zum 7. Februar 2013 lief die Fernsehserie auf dem Sender RTL Nitro, von September 2015 bis April 2022 war sie auf Sat1 Gold zu sehen. Aktuell strahlt RTLup die Serie aus.

## Veröffentlichungen
Am 2. Dezember 2004 erschien vom Label Universal Staffel 1 und 2 auf DVD, auch die DVDs enthalten jedoch die gekürzten ARD-Folgen.

## Trivia
- Der Dienstwagen von Quincy in der zweiten Hälfte der Fernsehserie ist ein Ford LTD Kombi, Modelljahr 1977. In der ersten Hälfte fährt Quincy einen AMC Matador Station Wagon. In einer frühen Folge ist er aber auch in einem Chevrolet Caprice Sedan der dritten Baureihe (1977–1990) zu sehen. Die Aufschrift „Coroner“ solcher Dienstfahrzeuge ist die englische Bezeichnung für den Gerichtsmediziner, der beim Auffinden von Leichen immer hinzugezogen wird.
- Quincy war anfänglich Teil der Reihe NBC Mystery Movie, zu der auch Columbo gehörte und hatte zunächst ein 90-minütiges Sendeformat. Wegen des großen Erfolgs wurde Quincy schließlich als wöchentliche, einstündige Fernsehserie fortgesetzt.
- Quincys Vorname wird in der Fernsehserie nie genannt. In einer Folge ist auf seinem Ausweis jedoch ein „R“ vor seinem Nachnamen zu sehen. Außerdem kann man in einer weiteren Folge ein „R“ auf der Tür zu seinem Büro lesen. Des Weiteren sieht man dieses „R“ auf einer seiner Visitenkarten.
- Anita Gillette, die in der Folge Narben auf der Seele Quincys verstorbene Frau Helen darstellte, spielte zum Schluss Dr. Emily Hanover, die Quincy heiratete.